# IC 521
IC 521 је спирална галаксија у сазвјежђу Хидра која се налази на листи објеката дубоког неба у Индекс каталогу.
Деклинација објекта је + 2° 32' 18" а ректасцензија 8h 46m 44,2s. Привидна величина (магнитуда) објекта IC 521 износи 14,1 а фотографска магнитуда 15,0. IC 521 је још познат и под ознакама MCG 1-23-2, CGCG 33-4, double system ?, PGC 24658.